# Spagna franchista
La Spagna franchista (1939 - 1975) è stata un periodo della storia della Spagna in cui il Paese, a seguito di una violenta guerra civile che coinvolse le forze sostenitrici della Seconda Repubblica Spagnola e i nazionalisti guidati dal generale Francisco Franco, era una dittatura militare di tipo tradizionalista, autoritario, conservatore e clericale, ispirata al fascismo, governata da Franco, che restaurò la monarchia in Spagna e si nominò suo Reggente e Caudillo. L'unico partito legale era la Falange Española Tradicionalista y de las Juntas de Ofensiva Nacional Sindicalista.
Questa fase, durante la quale il Paese fu noto ufficialmente come Stato Spagnolo (Estado Español), terminò con la morte di Franco, che stava vedendo un aumento delle rivolte e delle opposizioni al suo regime, e l'ascesa al trono di Juan Carlos I, che diede il via alla transizione democratica dello stato.

## Storia

### Governo nazionalista nella guerra civile (1936-1939)
I capi della sollevazione armata furono i generali Francisco Franco, Emilio Mola, Gonzalo Queipo de Llano e José Sanjurjo, noti come i cuatro generales. Sanjurjo fu il leader incontestato del sollevamento militare, ma rimase ucciso tre giorni dopo l'inizio della rivolta in un incidente aereo che molti ritengono provocato da un attentato dinamitardo (20 luglio 1936), mentre si recava in Spagna per prendere il controllo delle forze rivoltose. Franco, al comando delle truppe ammutinate di stanza in Africa e dei legionari del Tercio, prese la guida delle forze nazionaliste del sud della Spagna, Mola di quelle del Nord. Dopo la morte nel 1937 di quest'ultimo Franco rimase il comandante indiscusso di tutti i nazionalisti: gli fu assegnato il grado di Generalísimo, comandante in capo, e successivamente divenne Capo di Stato.
Il governo provvisorio governava sui territori controllati dai nazionalisti durante la durissima guerra civile spagnola: la sua azione politica principale in questo periodo fu il consolidamento delle forze politiche eterogenee di destra, tradizionaliste (Carlismo) e fasciste (Falange Española de las JONS), che nel 1937 Franco unificò di forza nella Falange Española Tradicionalista y de las JONS.
Anche la Falange spagnola fu sciolta per essere incorporata in un partito unico (Movimiento Nacional) e il suo capo Manuel Hedilla, insediatosi dopo la morte di José Antonio Primo de Rivera, fu condannato a morte (condanna commutata poi a dieci anni di carcere).

### Gli anni della seconda guerra mondiale (1939-1945)
Il 27 febbraio 1939 anche Francia e Gran Bretagna riconobbero il governo di Franco.
Nel marzo 1939 fu siglato il Patto Iberico, un patto di non aggressione dal primo ministro portoghese António de Oliveira Salazar, in rappresentanza del Portogallo, e dall'ambasciatore Nicolás Franco, in rappresentanza della Spagna. 
Al termine della guerra civile ebbero luogo le indagini sui crimini di guerra commessi durante il governo repubblicano, e in un processo chiamato Causa General: per questi crimini vennero giustiziati, imprigionati o condannati ai lavori forzati migliaia di repubblicani. Diverse migliaia emigrarono in Francia e America Latina, ma furono in centinaia di migliaia a essere internati nei campi di concentramento e più di 150.000 gli oppositori di Franco che, tra il 1939 e il 1944, furono condannati alla fucilazione o alla garrota (morte per strangolamento) o semplicemente assassinati durante dei paseos e poi seppelliti in fosse comuni.
Alcuni di coloro che scelsero l'esilio in Francia si unirono ai Maquis francesi durante la Seconda guerra mondiale; altri, come Lluís Companys (presidente del governo repubblicano della Catalogna) furono catturati dal Governo di Vichy ed estradati in Spagna per essere processati e giustiziati.
Nel settembre 1939 la seconda guerra mondiale scoppiò in Europa, e anche se Adolf Hitler incontrò Franco a Hendaye, in Francia (23 ottobre 1940) per discutere dell'entrata in guerra della Spagna a fianco dell'Asse, le richieste di Franco (cibo, equipaggiamento militare, Gibilterra, Africa del nord francese) apparvero eccessive e non venne raggiunto l'accordo. A contribuire al mancato raggiungimento dell'accordo fu la questione pendente dei diritti minerari tedeschi in Spagna. A spingere per l'alleanza con l'Asse era il ministro degli esteri Ramón Serrano Súñer, cognato di Franco. Alcuni storici ipotizzano che Franco avanzò richieste che sapeva Hitler avrebbe respinto per rimanere al di fuori della guerra. Altri storici ipotizzano che semplicemente non avesse nulla da offrire a Hitler.
Dopo la sconfitta della Francia nel giugno 1940, la Spagna adottò una non-belligeranza a favore della Germania (offrendo per esempio l'utilizzo di basi navali alle navi tedesche) fino al ritorno alla completa neutralità nel 1943, quando le sorti della guerra apparvero decisamente sfavorevoli alla Germania. Franco inviò truppe della División Azul (o Divisione Blu, dal nome del colore del partito della Falange, i cui membri erano chiamati 'camicie blu') per combattere sul fronte orientale contro l'Unione Sovietica. Erano tutti volontari. Allo stesso tempo, diplomatici spagnoli nei paesi dell'Asse protessero gli ebrei, e la Spagna stessa divenne un rifugio sicuro per i profughi ebrei.
Sul fronte interno gruppi di resistenti repubblicani erano ancora attivi ma furono ben presto annientati dai reparti nazionalisti del Bando nacional, e già nel 1941 la conduzione delle operazioni di controguerriglia fu delegata alla Guardia Civil, derubricandola a problema di ordine interno.
Ma dopo la liberazione della Francia dai tedeschi nel 1944, i guerriglieri spagnoli dell'AGE che erano riparati in quel Paese, iniziarono a progettare operazioni per risollevare la resistenza al franchismo, inviando infiltrati attraverso i Pirenei per prendere contatto con i gruppi operanti nell'interno.
L'azione più spettacolare si ebbe il 19 ottobre 1944: circa 4.000 uomini della "204ª Divisione", sotto il comando del colonnello Vicente López Tovar, attraversarono in vari punti la frontiera franco-spagnola e invasero la Val d'Aran con l'obiettivo di creare una "zona libera" dove insediare un governo repubblicano provvisorio, sperando che l'azione fosse il prologo di una grande sollevazione popolare antifranchista. Diverse stazioni della Guardia Civil furono travolte, ma i repubblicani dovettero arrestare la loro offensiva davanti a Vielha e Mijaran, tenuta da una guarnigione numericamente superiore comandata da José Moscardó Ituarte. Ciò diede tempo ai nazionalisti di fare intervenire rinforzi: circa 40.000 uomini furono fatti affluire nella Val d'Aran, e davanti a questa sproporzione di forze López Tovar non ebbe altra scelta di ordinare il ripiegamento oltre la frontiera il 28 ottobre, con la perdita di 129 morti e 588 prigionieri; le forze franchiste persero 32 uomini.

### L'isolamento (1945-1953)

La bandiera utilizzata tra il 1936 e il 1938 dal Bando nacional

Bandiera utilizzata dal Bando nacional tra il 2 febbraio 1938 e il 1º aprile 1939, adottata, dopo la vittoria della guerra civile spagnola, come bandiera della Spagna. In uso tra il 1º aprile 1939 e l'11 ottobre 1945.

Dopo la guerra gli Alleati usarono le simpatie franchiste per Mussolini e Hitler per tenere la Spagna fuori dall'Organizzazione delle Nazioni Unite. Franco venne visto, in particolare dalle nazioni comuniste, ma anche dal Regno Unito, come un rimasuglio dei regimi fascisti dell'Europa occidentale. In tali circostanze una risoluzione che condannasse il governo di Franco era inevitabile. Essa incoraggiava le nazioni a rimuovere i loro ambasciatori dalla Spagna, e stabilì le basi per misure contro la Spagna se il governo fosse rimasto autoritario. Solo il Portogallo e alcuni paesi latino-americani si rifiutarono di seguire la risoluzione.
Conseguenza di tutto ciò fu l'istituzione di un embargo contro il regime franchista nel 1946 – compresa la chiusura del confine con la Francia – che ebbe scarso successo e aumentò il sostegno al regime. L'ostracismo venne presentato come una versione moderna della Leggenda Nera, una macchinazione massonica contro la Spagna cattolica, e aiutò a coagulare un massiccio supporto popolare al regime, manifestato dalle enormi dimostrazioni del 1946. Dal canto suo il regime franchista cercò di riavvicinarsi alla democrazia, istituendo la democrazia organica, un sistema rigorosamente gerarchico, fondato sul corporativismo. Franco voleva promuovere un'immagine della Spagna che si accordasse con quella dei vincitori, eliminando i segni più vistosi del periodo "fascisteggiante". Questo maquillage portava il regime a sottolineare piuttosto la continuità con la tradizione cattolica, cemento culturale del franchismo, esaltando la neutralità durante la Seconda guerra mondiale.
Nel 1947 Juan Perón ignorò l'embargo dell'ONU e mandò sua moglie Evita Perón in Spagna, con aiuti alimentari di cui la nazione aveva molto bisogno. Gli spagnoli, e lo stesso Franco, accolsero di cuore Evita.
Dopo la seconda guerra mondiale l'economia spagnola era ancora in disordine. La Spagna attraversava un periodo di profonda miseria dovuto alla politica economica franchista, basata sul "fascismo agrario" e sull'autarchia. Le tessere annonarie erano ancora in uso alla fine del 1952. I punti fermi dell'economia erano: riduzione delle importazioni, autosufficienza, produzione controllata dallo Stato e commercializzazione di beni di primo ordine, industria sovvenzionata dallo Stato e costruzione delle infrastrutture - pesantemente danneggiate durante la guerra civile - tramite l'uso di mezzi precari.
Il generale Francisco Franco nel 1947 dichiarò formalmente la Spagna una monarchia, di cui si dichiarò reggente, ma nel 1963 designò, invece dell'erede legittimo Giovanni di Borbone (liberale ostile al franchismo), il figlio Juan Carlos.

### La fine dell'isolamento (1953-1957)
Le crescenti tensioni tra Stati Uniti e Unione Sovietica negli anni cinquanta, costrinsero il governo statunitense a cercare nuovi alleati in Europa. Franco era un anti-comunista dichiarato, il che lo rese un alleato chiave molto affidabile durante la guerra fredda.
L'isolamento venne infine spezzato nel 1953 quando il presidente Dwight Eisenhower visitò la Spagna, abbracciato calorosamente da Franco, e quando il governo spagnolo firmò il Concordato con il Vaticano. Diversi trattati che permettevano l'apertura di basi militari statunitensi in Spagna vennero firmati nel 1953. Il governo statunitense in cambio diede aiuti economici alla Spagna, in parte come donazione e in parte come prestito. Questa serie di accordi tra USA e Spagna divenne nota come Patto di Madrid.
Nel 1955 la ricchezza spagnola si avvicinò ai livelli del 1935, precedenti la guerra civile, lasciando alle spalle i disastri della guerra e la lotta contro l'isolamento. Nello stesso 1955 la Spagna entrò nelle Nazioni Unite. Altre nazioni dell'Europa Occidentale, compresa l'Italia, furono da quel momento ansiose di ripristinare buoni contatti con la Spagna franchista.

### IlDesarrollo, il miracolo spagnolo (1957-1973)
Il miracolo economico spagnolo (Desarrollo, ossia sviluppo) fu il nome dato al boom economico spagnolo tra il 1959 e il 1973. È il fenomeno più rimarcabile e importante lasciato ai posteri dal franchismo spagnolo, poiché grazie a esso la Spagna sorpassò largamente la soglia di introiti che distingue i Paesi sviluppati da quelli sottosviluppati e permise l'avvento e lo sviluppo di una borghesia dominante, base e strumento per la creazione e l'assestamento della democrazia che da lì a breve si sarebbe instaurata.

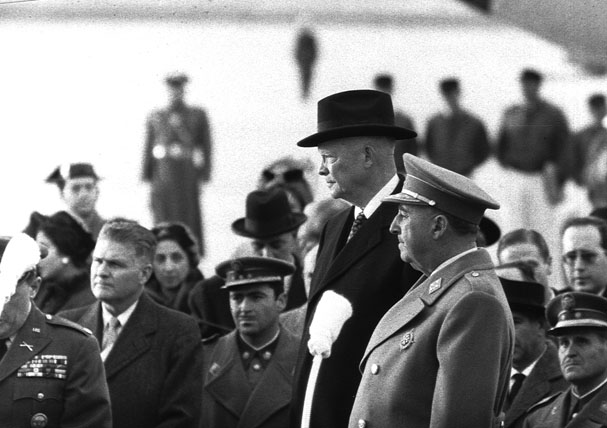
Dwight Eisenhower e Franco in Spagna nel 1959

Il boom economico venne favorito da diverse riforme economiche promosse dai cosiddetti tecnocrati nominati da Franco, che misero in atto le politiche di sviluppo neo-liberali del Fondo Monetario Internazionale. I "tecnocrati" erano una nuova specie di economisti, legati all'Opus Dei, che rimpiazzarono la vecchia guardia falangista, propensa all'isolazionismo.
Il primo gruppo di riforme fu il Plan de Estabilización varato nel 1959 e che permise sin da subito di stabilizzare le finanze e i cambi valutari. 
L'implementazione di queste politiche prese la forma di piani di sviluppo (planes de desarrollo) ed ebbe ampio successo: la Spagna entrò nel mondo industrializzato, lasciandosi alle spalle la povertà e il sottosviluppo endemico che aveva sperimentato fin dalla perdita del suo impero all'inizio del XIX secolo. Tale sviluppo fu coordinato soprattutto dall'Instituto Nacional de Industria (INI), una grande holding pubblica che controllava molte imprese strategiche in ogni settore dell'economia.
Anche il turismo ebbe un notevole impulso per merito dell'allora ministro Fraga Iribarne, che sviluppò la rete dei "paradores" finanziati dallo Stato e lanciò la campagna "España es diferente".
Anche se la crescita economica produsse notevoli miglioramenti nella qualità della vita degli spagnoli, e lo sviluppo di una classe media, la Spagna rimase meno avanzata dal punto di vista economico rispetto al resto dell'Europa Occidentale (a eccezione di Portogallo, Grecia e Irlanda). All'apice del "Miracolo", nel 1974, il reddito pro capite spagnolo giunse al 79% della media dell'Europa Occidentale, che sarebbe stata raggiunta venticinque anni dopo, nel 1999.
Il boom portò a un aumento (spesso non pianificato) nel numero di edifici nelle periferie delle principali città spagnole, per accomodare la nuova classe di lavoratori portata dall'esodo rurale, molto simile alle banlieues francesi.
L'icona del Desarrollo fu la SEAT 600, la prima automobile per molte famiglie della classe operaia spagnola, prodotta dalla SEAT su licenza della FIAT.
In questo periodo a partire dal 1968 vi furono alcune manifestazioni antifranchiste, a seguito del quale la Brigada Politico Social effettuò numerose perquisizioni in presunti covi di oppositori; durante una di queste il 17 gennaio 1969 venne arrestato il giovane studente Enrique Ruano che tre giorni dopo trovò la morte, ufficialmente per suicidio, ma in realtà, come venne accertato cinquant'anni dopo, assassinato dai poliziotti. Nel 2017 lo scrittore Javier Marías, nel suo romanzo Berta Isla, ha ricordato la vicenda di Ruano.

### Gli ultimi anni di Franco e la fine
La crisi energetica del 1973 colpì molto la Spagna dipendente dal petrolio, e portò a un arresto della crescita economica nel 1975. Ciò provocò una nuova ondata di scioperi (che all'epoca erano illegali). Il perdurare delle repressioni, le documentate torture, le esecuzioni di prigionieri politici, con anche l'uso della medievale garrota, e in ultimo la fucilazione di tre studenti detenuti nel settembre 1975, acuirono l'isolamento politico nella scena internazionale.
La salute in declino di Franco diede maggior potere all'ammiraglio Luis Carrero Blanco, il quale, il 9 giugno 1973, fu nominato da Franco primo ministro al suo posto, candidandolo così alla successione. L'alto ufficiale fu però ucciso in un attentato dinamitardo dell'ETA il 20 dicembre 1973 a Madrid.
Carlos Arias Navarro ne prese il posto come presidente del governo e cercò di introdurre alcune riforme nel regime decadente, trovandosi a lottare tra le sue due fazioni: il bunker (l'estrema destra) e gli aperturisti che promuovevano la transizione alla democrazia.
Ma oramai non era più possibile tornare al vecchio regime: la Spagna non era più la stessa del periodo del dopoguerra civile e il modello a cui gli spagnoli, ora benestanti, miravano era l'Europa Occidentale, non l'impoverita Spagna falangista del dopoguerra. La ricca Germania Ovest divenne un modello con il quale identificarsi, dato che un numero sempre maggiore di tedeschi si recava in vacanza sulle spiagge spagnole. Oltre a ciò, molti spagnoli avevano lavorato in altri Paesi dell'Europa Occidentale negli anni precedenti, come forza lavoro a basso costo, venendo a contatto con livelli superiori di benessere e soprattutto con l'esperienza del pluralismo e della democrazia.
Le dimensioni dell'esercito spagnolo e della polizia erano significativamente ridotte rispetto al periodo pre-bellico e l'importante clero cattolico era stato all'epoca profondamente trasformato, e talvolta profondamente preoccupato, dalle riforme del Concilio Vaticano II.
Nel 1974 Franco si ammalò e Juan Carlos I di Spagna prese il suo posto come capo di Stato. Franco recuperò presto, ma un anno dopo si ammalò nuovamente, e dopo una lunga agonia, morì il 20 novembre 1975, all'età di 82 anni, nella stessa data di José Antonio Primo de Rivera, fondatore della Falange. Si sospetta che ai medici fu ordinato di tenerlo in vita con mezzi artificiali fino a quella data simbolica. Lo storico Ricardo de la Cierva sostiene che il 19, attorno alle 6 di sera, gli venne detto che Franco era già morto.
Dopo la morte di Franco il governo ad interim prese la decisione di seppellirlo a Santa Cruz del Valle de los Caídos, un colossale memoriale di tutte le vittime della guerra civile spagnola, che era stato concepito da Franco con un tono distintamente nazionalista.

## Forma di governo
A seguito della vittoria dei nazionalisti nella guerra civile spagnola, la Falange venne dichiarato unico partito legale.
Lo Stato spagnolo non aveva una costituzione, ma l'ordinamento dello Stato venne decretato dalle Leyes Fundamentales del Reino.
Secondo la seconda delle Leyes Fundamentales il potere legislativo era detenuto dalle Cortes Españolas, istituite nel 1942. I membri venivano scelti dal capo di Stato o dalle corporazioni (su modello della Camera dei Fasci e delle Corporazioni italiana), mentre dal 1967 una parte fu elettiva.
Secondo la quinta delle Leyes Fundamentales lo Stato spagnolo era configurato come un regno, e Francisco Franco era nominato reggente (quindi capo di Stato) a vita, con il diritto di nominare il suo successore.
Il capo di Stato possedeva il potere esecutivo, di veto sulle cortes ed era a capo delle forze armate.
Era presente anche un governo, che condivideva il potere esecutivo con il capo di Stato e amministrava il regno. Fino all'11 giugno 1973 il ruolo di primo ministro è stato ricoperto da Franco.
La sesta Ley Fundamental dichiarava la Falange unico partito legale, organizzato nel Movimiento Nacional.

## Il Franchismo
Privo di una forte ideologia, Franco inizialmente cercò il sostegno del sindacalismo nazionale (nacionalsindicalismo) e della Chiesa cattolica (nacionalcatolicismo), trasformando l'erede della Falange spagnola, il Movimiento Nacional, in un movimento così eterogeneo da non potere essere classificato come un partito vero e proprio, poiché non era dotato di una dottrina né di forze popolari, artistiche o culturali come i fascismi europei.
Franco viene spesso definito fascista, ed ebbe certamente un consistente appoggio dei fascisti in Spagna e all'estero, anche se si può definirlo più come un reazionario che non seppe elaborare un'ideologia originale rispetto al comunismo, al socialismo o all'anarchia, ciascuna delle quali presente in Spagna e fortemente sostenuta dall'estero. Il suo regime è stato anche definito conservatore, tradizionalista e di destra e si fondava sui tipici riferimenti della secolare cultura autoritaria spagnola costituiti dalla triade "trono, spada e altare" (vale a dire monarchia, esercito e chiesa). L'enfasi veniva posta sull'ordine e la stabilità, piuttosto che su una precisa visione politica come nel fascismo. La base giuridico-costituzionale fu data dalle otto Leggi fondamentali del Regno (Leyes Fundamentales del Reino), la prima emanata nel 1938, l'ultima nel 1967 e che verranno abrogate solo nel 1978, con la nuova Costituzione.

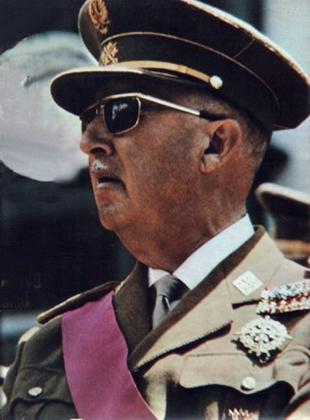
Francisco Franco, caudillo di Spagna dal 1939 al 1975

Nel 1940 venne creato il Sindicato Vertical: seguendo le idee di José Antonio Primo de Rivera, questo sindacato voleva porre fine alla lotta di classe, raggruppando lavoratori e proprietari secondo le idee dello Stato corporativo. Era l'unico sindacato legale, ed era sotto il controllo del governo, mentre gli altri sindacati e partiti politici furono vietati e repressi. Nel 1943 furono istituite le Cortes Españolas, ispirate alla Camera dei Fasci e delle Corporazioni italiana.
Per quanto si dichiarasse monarchico Franco non aveva particolare desiderio di un re, a causa dei rapporti tesi con l'erede al trono, Giovanni di Borbone. Quindi lasciò il trono vacante, ponendosi come reggente de facto.
Nel 1947 Franco proclamò la Spagna una monarchia, attraverso la Ley de Sucesión en la Jefatura del Estado, ma non designò un monarca, ponendo invece le basi per la sua successione. Questo gesto fu fatto per compiacere i monarchici del Movimento.
Tutte le attività culturali erano soggette a censura, e molte vennero completamente vietate in vari campi (politico e morale). In accordo con i principi nazionalisti di Franco, solo il castigliano (lo Spagnolo) venne riconosciuto come lingua ufficiale. Anche se milioni di cittadini del Paese avevano una propria lingua parlata (catalano, basco, galiziano essendo le lingue più parlate dalle minoranze) e lo stesso Franco fosse galiziano, l'uso di queste lingue venne scoraggiato, e la maggior parte degli usi pubblici venne vietata. Questa politica culturale era inizialmente molto rigida, ma si rilassò con il tempo, con maggiore evidenza dopo il 1960. Nonostante ciò anche dopo il 1960, tutti i documenti governativi, notarili, legali e commerciali venivano redatti in castigliano, e venivano considerati nulli quelli scritti in altra lingua.
Dopo la morte del Caudillo, nel novembre 1975, fu lo stesso segretario generale del movimento, Adolfo Suárez, con il sostegno del neo re Juan Carlos, a liquidarlo già nel luglio 1976.
Tenendo in conto che il regime controllò l'educazione per ben quaranta anni, che la transizione verso la democrazia fu graduale, e che tutti i membri e fiancheggiatori del regime franchista beneficiarono di un'amnistia generale, c'è chi argomenta che il franchismo come fatto sociale perdurò in Spagna molto più a lungo del 1975 (è quello che prende il nome di franchismo sociologico). È per questo che, in questa accezione, da parte di taluni, il termine franchista non manca di essere tuttora usato nel corso degli abituali dibattiti politici.

### Neo-franchismo
Durante la Transizione democratica spagnola fu sciolto il Movimiento Nacional e alle prime elezioni generali in Spagna del 1977 si candidarono diversi partiti che si richiamavano alla tradizione franchista: Falange Española de las JONS, Falange Española de las JONS Auténtica, Alianza Nacional 18 de Julio, ma tutti raccolsero percentuali irrisorie. Fuerza Nueva e la Falange Española de las JONS alle elezioni del 1979 nella coalizione Unión Nacional riuscirono a eleggere l'unico e ultimo deputato neo franchista storico alle Cortes: Blas Piñar (dal 1979 al 1982).
Il partito politico Vox, fondato nel 2013 da alcuni membri dissidenti del Partito Popolare, è considerato un esempio moderno di neo-franchismo.